# Lysasterias belgicae
Lysasterias belgicae är en sjöstjärneart som först beskrevs av Ludwig 1903.  Lysasterias belgicae ingår i släktet Lysasterias och familjen trollsjöstjärnor. Inga underarter finns listade i Catalogue of Life.